# 格林克劳特
格林克劳特（意为绿菜）是德国巴登-符腾堡州的一个市镇。总面积17.16平方公里，总人口3128人，其中男性1584人，女性1544人（2011年12月31日），人口密度182人/平方公里。